# Центральний (Заводоуковський міський округ)
Центра́льний (рос. Центральный) — селище у складі Заводоуковського міського округу Тюменської області, Росія.
Населення — 358 осіб (2010, 404 у 2002).
Національний склад станом на 2002 рік:
- росіяни — 70 %